# Carmena
Carmena é um município da Espanha na província de Toledo, comunidade autónoma de Castilla-La Mancha, de área 47 km² com população de 860 habitantes (2006) e densidade populacional de 18,13 hab/km².

## Demografia
| Variação demográfica do município entre 1991 e 2004 | Variação demográfica do município entre 1991 e 2004 | Variação demográfica do município entre 1991 e 2004 | Variação demográfica do município entre 1991 e 2004 |
| --------------------------------------------------- | --------------------------------------------------- | --------------------------------------------------- | --------------------------------------------------- |
| 1991                                                | 1996                                                | 2001                                                | 2004                                                |
| 818                                                 | 805                                                 | 814                                                 | 847                                                 |